# Cratere Millochau
Millochau  è un cratere sulla superficie di Marte.